# كينغو كاواماتا
كينغو كاواماتا (باليابانية: 川又 堅碁) (مواليد 14 أكتوبر 1989) هو لاعب كرة قدم ياباني يلعب حاليا لصالح ناغويا غرامبوس في الدوري الياباني الممتاز. يلعب مع منتخب اليابان لكرة القدم منذ عام 2015.

## وصلات خارجية
- كينغو كاواماتا على موقع رابطة كرة القدم اليابانية للمحترفين (اليابانية)
- كينغو كاواماتا على موقع قاعدة بيانات كرة القدم.إي يو (الإنجليزية)
- كينغو كاواماتا على موقع ناشيونال فوتبول تيمز (الإنجليزية)
- كينغو كاواماتا على موقع Soccerway.com (الإنجليزية)
- كينغو كاواماتا على موقع عالم كرة القدم.نت (الإنجليزية)

- National Football Teams
- Japan National Football Team Database